# Hoher Weg 4 (Hildesheim)
Koordinaten: 52° 9′ 9,1″ N, 9° 57′ 2,4″ O

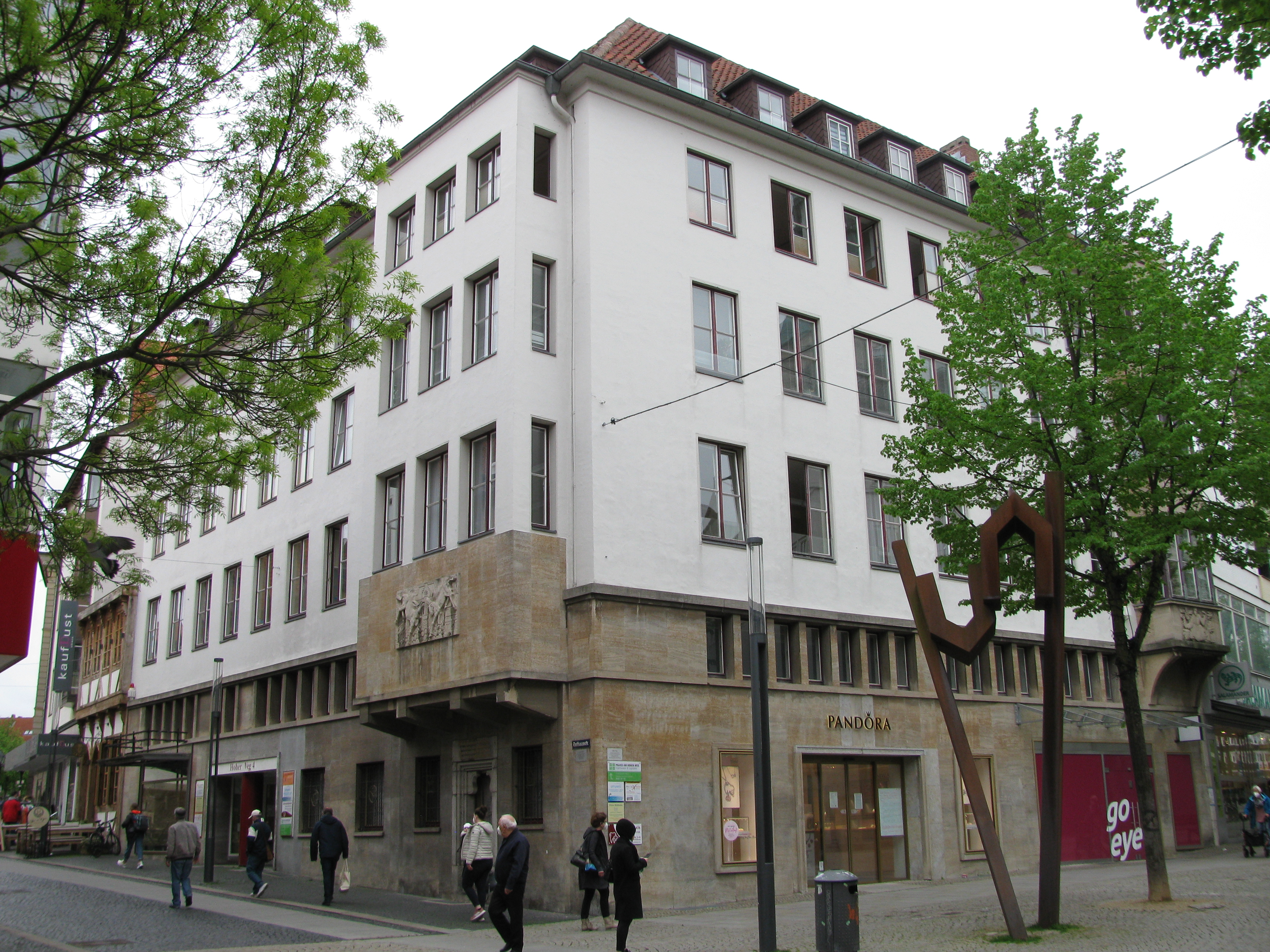
Gebäude Hoher Weg 4 in Hildesheim

Das Denkmal Hoher Weg 4 in Hildesheim bezeichnet ein Gebäude an der Ecke zur Rathausstraße. Es ist der frühere Standort der Rats-Apotheke. Das Gebäude liegt in der Pufferzone des Welterbes. Seit April 2024 befindet sich in den Räumlichkeiten ein Eiscafé.

## Rats-Apotheke
Schon 1318 hatte Hildesheim ein Apothekenprivileg inne, sodass das Gebäude als zweitälteste Apotheke Deutschlands galt. Die Apotheke zog mehrfach um. 1415 war die Apotheke noch am kleinen Markt zu finden. Später befand sich die Apotheke wohl noch in privater Verwaltung. Dies änderte sich spätestens ab 1579, als die Apotheke vom Rat administriert wurde. Das eigentliche Apothekengebäude wurde im 16. Jahrhundert neu errichtet. 1862 wurde die Ratsapotheke wieder in private Hand überführt. 
Während eines Bombenangriffs wurde das Gebäude 1945 so zerstört, dass nur noch das Tonnengewölbe des Kellers vorhanden war. 
Das heutige Bauwerk versuchte, die Eigenarten der Apotheke aufzunehmen, aber zugleich auch einen zeitgemäßen Bau der beginnenden 1950er Jahre zu liefern. Dies dokumentiert die Gliederung der Fronten des viergeschossigen Putzbaus mit seinen Fenstern und den Erkern. Erhalten sind auch die Reliefs („Tanzender Esel“ und „Ärzte und Apotheker“), die durch den Künstler Fürstenberg gefertigt wurden. 

## Denkmalschutz
Die Denkmaleigenschaft wird durch seine geschichtliche Bedeutung aufgrund des Zeugnis- und Schauwertes für Bau- und Kunstgeschichte begründet.